# The Heavy
Pour les articles homonymes, voir Heavy.
The Heavy est un groupe de rock indépendant britannique, originaire de Noid, près de Bath, dans le sud-ouest de l'Angleterre.

## Biographie
Les fondateurs du groupe, le chanteur Kelvin Swaby et le guitariste Dan Taylor, sont devenus amis en 1990, écoutant de vieux disques de RnB et regardant des films de Jim Jarmusch. Enfant, Swaby chantait dans les chœurs de l'église de sa paroisse. Les autres membres sont le bassiste Spencer "Big Daddy Spence" Page et le batteur Chris Ellul. Ils ont également été accompagnés par la claviériste Little Hannah Collins.
Après dix années à tourner en Angleterre, The Heavy sortent leur premier album Great Vengeance and Furious Fire le 17 septembre 2007 au Royaume-Uni, le 29 octobre 2007 en France et le 8 avril 2008 aux États-Unis. Leur premier single, That Kind of Man, est produit et mixé par Corin Dingley, le premier batteur du groupe, et sorti sur le label Don't Touch Recordings avant que Ninja Tune ne l'entende et ne signe le groupe rapidement.
Ils partent alors en tournée en Europe de l'Ouest et aux États-Unis, multipliant les concerts et les passages télévisés et radio. Ils sont remarqués en France aux Transmusicales de Rennes, par le magazine Télérama, Radio Nova, Le Grand Journal sur Canal+ ou encore Manu Katché qui les programme dans l'émission One Shot Not sur Arte en avril 2008. Ils se distinguent au festival SXSW à Austin au Texas, au mois de mars 2008,.
Tout en poursuivant leur tournée, The Heavy enregistrent un deuxième album, The House that Dirt Built, qui paraît en octobre 2009. Poussé par le single How You Like Me Now?, ce nouvel album confirme le succès du premier. Le 19 janvier 2010, ils font une prestation remarquée sur CBS au Late Show with David Letterman, au point que David Letterman demande au groupe de jouer une nouvelle fois How You Like Me Now? ; c'était la première fois que Letterman demandait un rappel au cours de son émission. Ce morceau est également choisi par le constructeur automobile Kia pour illustrer leur spot publicitaire lors du Super Bowl 2010 le 7 février. Les morceaux Short Change Hero et How You Like Me Now? sont utilisés dans l'intro, le menu principal et les crédits du jeu Borderlands 2. Short Change Hero est également la musique du générique de la série Strike Back ainsi que dans le générique de fin du film Faster (2010) et How You Like Me Now? est également utilisé dans le générique de fin de G.I. Joe : Conspiration ainsi que dans le premier épisode de la série télévisée américaine The Originals.
Leur troisième album, intitulé The Glorious Dead, est sorti le 21 août 2012.  Le 23 février 2016, The Heavy sont invités à l'émission Le Petit Journal sur Canal +]où ils jouent leur single Turn Up issu de leur prochain album, Hurt and the Merciless. Le morceau est inclus dans le jeu vidéo Madden NFL 17.

## Style musical

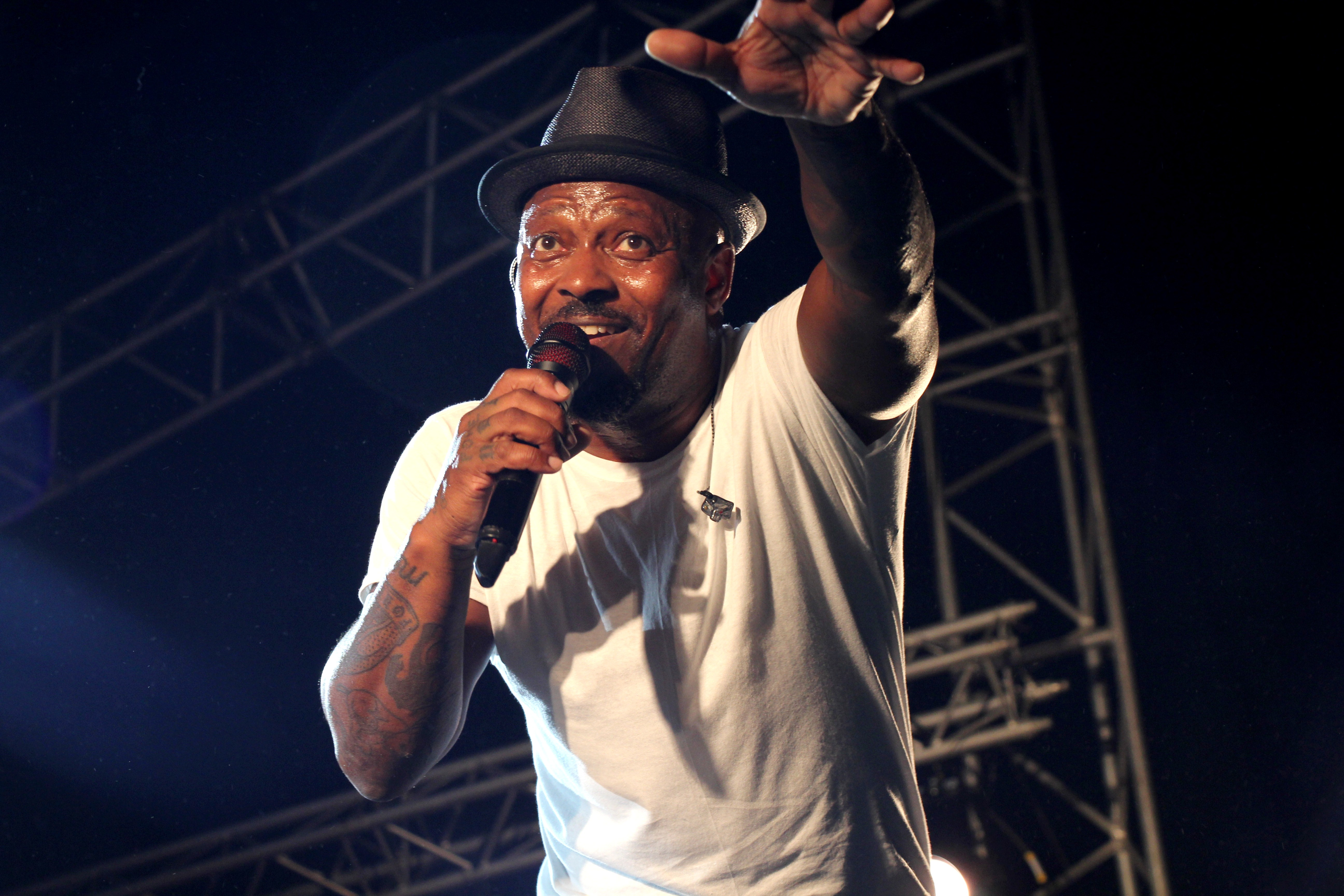
Le chanteur Kelvin Swaby lors du festival God Save the Kouign à Penmarch en juin 2024.

The Heavy jouent un mélange entre un rock revigorant, des cuivres funky et de la soul. Ils incorporent différents styles au sein d'un même morceau. Le magazine Télérama définit le jeu du groupe comme étant un « soul-rock-psyché, [...] passant du rock années 1970 le plus lourd à la soul la plus groovy infusée de sonorités funk, pop et hip-hop. Comme si Curtis Mayfield improvisait un bœuf déjanté avec Led Zeppelin, Jimi Hendrix, The Kinks, Black Sabbath, Massive Attack et The Streets. » Inspiré par Screamin' Jay Hawkins, le single Sixteen est très proche du blues, tandis que Oh No! Not You Again s'apparente au garage rock et Girl au hip-hop ou encore Cause for Alarm au reggae. Pour Jean-Mathieu Perrin, sur France Info, « The Heavy aiment les paroles qui claquent, les situations du quotidien, un peu maudit, un peu sombre [...] On est loin de la pop [anglaise], légère et délicate ».

## Discographie

### Albums studio
- 2007 - Great Vengeance and Furious Fire
- 2009 - The House That Dirt Built
- 2012 - The Glorious Dead
- 2016 - Hurt & the Merciless
- 2019 - Sons
- 2023 - Amen

### Singles
- That Kind of Man (2007)
- Set Me Free (2008)
- Oh No! Not You Again! (2009)
- Sixteen (2009)
- How You Like Me Now? (2009, UK:  Argent)[11]
- No Time (2009)
- What Makes a Good Man? (2012)
- Since You Been Gone (2016)
- Turn Up (2016)
- Everything I Got (2019)
- Last Man Standing (2019)